# Stadion Ruchu
Stadion Ruchu Chorzów é um estádio de futebol, localizado na cidade de Chorzów, na Polônia. Foi construído na década de 1930. É a casa do time Ruch Chorzów, e tem capacidade para 9,300 pessoas.